# Ogródek fenologiczny
Ogródek fenologiczny – ograniczony obszar, na którym znajduje się stacja meteorologiczna wraz z kolekcją roślin uprawnych i dziko rosnących, na których rozwijają się i zimują agrofagi. 
W ogródku fenologicznym nie wykonuje się żadnych zabiegów chemicznych, aby możliwa była obserwacja biologiczna fauny i flory pod kątem zoofenologii i fitofenologii. Ogródki fenologiczne lokalizuje się w stacjach PIORIN. 
Wyniki obserwacji uzyskane w ogródkach fenologicznych wykorzystywane są m.in. dla potrzeb rolnictwa, ogrodnictwa, leśnictwa pomagając sygnalizować gradację szkodników. 